# Plantaginacee
Plantaginaceele (Plantaginaceae) este o familie de plante superioare angiosperme dicotiledonate din ordinul Lamiales care cuprinde 90  de genuri cu cca 1700 de specii de plante erbacee, rareori arbustive, răspândite pe tot globul. Flora României conține 19 specii ce aparțin la două genuri: Plantago și Littorella. Unele specii sunt plante medicinale ca Plantago major (pătlagină mare), Plantago lanceolata (pătlagină cu frunze înguste). În prezent mai multe genuri care erau incluse clasic în familia Scrophulariaceae sunt transferate în familia Plantaginaceae.

## Descrierea
Plantaginaceele sunt plante ierbacee scunde, rareori arbustive semifrutescente, entomofile sau anemofile. Au tulpini scapiforme (excepție face Plantago indica, cu tulpina ramificată și foliată), florifere, lipsite de frunze, terminate cu inflorescențe.
Frunzele sunt de cele mai multe ori grupate în rozetă bazală din mijlocul căreia se ridică tulpina; cele tulpinale alterne (opuse), toate sunt simple, întregi sau divizate, sesile, fără stipele.
Inflorescențele dispuse la vârful tulpinii sunt spiciforme (spic) sau capituliforme, pedunculate, rareori solitare, mai mult sau mai puțin alungite. Florile sunt mici, tubuloase, bisexuate (hermafrodite) sau unisexuate, actinomorfe sau ușor zigomorfe, tetraciclice, tetramere (tipul 4), cu învelișuri florale persistente, grupate în spice la vârful tulpinii.
Caliciul gamosepal, persistent,  cu trei, patru sepale. Corola gamopetală regulată, tubuloasă (cu un tub corolar scurt), cu 4 lacinii membranoase. Androceu din 4 stamine, rar 2,  cu filamente egal de lungi, concrescute de tubul corolei la diferite înălțimi , lung exserte. Gineceul din 2  (rar 1) carpele concrescute, cu un ovar superior liber, 1-2  locular, în fiecare locul 1 sau numeroase ovule anatrope sau apotrope. Placentația centrală. Stil lung, filiform, terminat cu un stigmat capitat întreg sau bilobat. Formula florală: ⚥✴ K(4) [C(4), A4] G(2). 
Fructul este o capsulă membranoasă de tipul pixidei, transversal dehiscentă printr-un căpăcel. Semințe albuminate de diferite forme, cu embrion drept, mai rar ușor curbat.

## Specii din România
Flora României conține 19 specii ce aparțin la 2 genuri (fără genurile care făceau parte din familia Scrophulariaceae, dar în prezent incluse în familia Plantaginaceae): 
- Littorella
  - Littorella uniflora – Chenarul bălților
- Plantago
  - Plantago altissima – Pătlagină
  - Plantago argentea – Pătlagină
  - Plantago atrata – Pătlagină
  - Plantago cornuti – Pătlagină
  - Plantago coronopus – Pătlagină
  - Plantago gentianoides – Pătlagină
  - Plantago holosteum – Pătlagină
  - Plantago lanceolata – Pătlagină cu frunze înguste, Pătlagină îngustă
  - Plantago major – Pătlagină mare, Pătlagină lată
  - Plantago maritima – Pătlagină
  - Plantago maxima – Pătlagină
  - Plantago media – Pătlagină mijlocie
  - Plantago arenaria (sin. Plantago scabra, Plantago indica) – Ochiul lupului
  - Plantago schwarzenbergiana – Pătlagină
  - Plantago sempervirens – Pătlagină
  - Plantago strictissima – Pătlagină
  - Plantago tenuiflora – Pătlagină
  - Plantago uliginosa – Pătlagină

## Specii din Republica Moldova
Flora Republicii Moldova conține 8 specii ce aparțin unui singur gen (fără genurile care făceau parte din familia Scrophulariaceae, dar în prezent incluse în familia Plantaginaceae):   
- Plantago
  - Plantago cornuti – Pătlagină Kornut
  - Plantago lanceolata – Pătlagină cu frunze înguste, Pătlagină îngustă
  - Plantago major – Pătlagină mare
  - Plantago maritima – Pătlagină maritimă
  - Plantago maxima – Pătlagină maximă
  - Plantago media – Pătlagină medie
    - Plantago media  subsp. stepposa (sin. Plantago urvillei) – Pătlagină de stepă Pătlagină medie de stepă

  - Plantago scabra – Pătlagină scabră
  - Plantago tenuiflora – Pătlagină tenuifloră

## Sistematica
Familia a fost cunoscută sub mai multe nume:
- Antirrhinaceae Pers.
- Aragoaceae D.Don
- Callitrichaceae Link nom. cons.
- Chelonaceae Martinov
- Digitalaceae Martinov
- Ellisiophyllaceae Honda
- Globulariaceae DC. nom. cons.
- Gratiolaceae Martinov
- Hippuridaceae Vest nom. cons.
- Littorellaceae Gray
- Psylliaceae Horan.
- Sibthorpiaceae D.Don
- Veronicaceae Cassel[13]

Mai multe genuri care erau incluse clasic în familia Scrophulariaceae au fost recent transferate în familia Plantaginaceae. Astfel genurile întâlnite în România ca Antirrhinum, Cymbalaria, Digitalis, Gratiola, Kickxia, Linaria, Misopates, Penstemon, Veronica care făceau parte din familia Scrophulariaceae în prezent sunt incluse în familia Plantaginaceae.
| Tribul Angelonieae - Angelonia Humb. & Bonpl. - Basistemon Turcz. - Melosperma Benth. - Monopera Barringer - Monttea Gay - Ourisia Comm. ex Juss. Tribul Antirrhineae - Acanthorrhinum Rothm. - Albraunia Speta - Anarrhinum Desf. - Antirrhinum L. - Asarina Mill. - Chaenorhinum (DC.) Rchb. - Cymbalaria Hill - Epixiphium (Engelm. ex A.Gray) Munz - Galvezia Dombey ex Juss. - Gambelia Nutt. - Holmgrenanthe Elisens - Holzneria Speta - Howelliella Rothm. - Kickxia Dumort. - Linaria Mill. - Lophospermum D.Don - Mabrya Elisens - Maurandya Ortega - Misopates Raf. - Mohavea A.Gray - Neogaerrhinum Rothm. - Nuttallanthus D.A.Sutton - Pseudomisopates Güemes - Pseudorontium (A.Gray) Rothm. - Rhodochiton Zucc. ex Otto & A. Dietr. - Sairocarpus D.A.Sutton - Schweinfurthia A.Braun Tribul Callitricheae - Callitriche L. - Hippuris L. | Tribul Cheloneae - Brookea Benth. - Chelone L. - Chionophila Benth. - Collinsia Nutt. - Keckiella Straw - Nothochelone (A.Gray) Straw - Penstemon Schmidel - Tonella Nutt. ex A.Gray - Uroskinnera Lindl. Tribul Digitalideae - Digitalis L. - Erinus L. Tribul Globularieae - Campylanthus Roth - Globularia L. - Poskea Vatke Tribul Gratioleae - Achetaria Cham. & Schltdl. - Adenosma R.Br. - Bacopa Aubl. - Benjaminia Mart. ex Benj. - Boelckea Rossow - Capraria L. - Cheilophyllum Pennell ex Britton - Conobea Aubl. - Darcya B.L.Turner & C.C.Cowan - Deinostema T.Yamaz. - Dizygostemon (Benth.) Radlk. ex Wettst. - Dopatrium Buch.-Ham. ex Benth. - Fonkia Phil. - Geochorda Cham. & Schltdl. - Gratiola L. - Hydranthelium Kunth - Hydrotriche Zucc. - Ildefonsia Gardner - Leucospora Nutt. - Limnophila R.Br. | - Maeviella Rossow - Mecardonia Ruiz & Pav. - Otacanthus Lindl. - Philcoxia P.Taylor & V.C.Souza - Schistophragma Benth. ex Endl. - Schizosepala G.M.Barroso - Scoparia L. - Sophronanthe Bentham - Stemodia L. - Tetraulacium Turcz. Tribul Hemiphragmeae - Hemiphragma Wall. Tribul Plantagineae - Aragoa Kunth - Littorella P.J.Bergius - Plantago L. Tribul Russelieae - Russelia Jacq. - Tetranema Benth. Tribul Sipthorpieae - Ellisiophyllum Maxim. - Sibthorpia L. Tribul Veroniceae - Chionohebe B.G.Briggs & Ehrend. - Detzneria Schltr. ex Diels - Hebe Comm. ex Juss. - Kashmiria D.Y.Hong - Lagotis Gaertn. - Neopicrorhiza D.Y.Hong - Paederota L. - Parahebe W.R.B.Oliv. - Picrorhiza Royle ex Benth. - Scrofella Maxim. - Synthyris Benth. - Veronica L. - Veronicastrum Heist. ex Fabr. - Wulfenia Jacq. - Wulfeniopsis D.Y.Hong |